# Psihopatologija na delovnem mestu
Psihopatologija na delovnem mestu
Psihopatologija je veda, ki se ukvarja z motnjami duševnega delovanja . V okviru dela morajo biti na pojav psihopatologije pozorni predvsem delodajalci in strokovnjaki za upravljanje s človeškimi viri, vendar pa se temu ne posvečajo veliko . Njihov interes in delovanje je usmerjeno predvsem v to, da delo poteka kar se da tekoče, produktivno in efektivno. Kljub temu pa lahko trdimo, da se je v zadnjih letih v organizacijah prebudilo večje zanimanje za disfunkcionalno vedenje. Avtorje, ki se ukvarjajo s tem področjem, najbolj interesira osebnostni proces, ki lahko rezultira v nezaželenem vedenju. Nefunkcionalno vedenje na delovnem mestu pa je lahko povezano s specifičnimi oblikami psihopatologije.

## Pregled modelov psihopatologije
Leta 2013 je Ameriško psihiatrično združenje izdalo Diagnostični in statistični priročnik duševnih motenj, pete izdaje (DSM-V - Diagnostic and Statistical Manual of Mental Disorders, Fifth Edition . Priročnik je namenjen strokovnjakom, ki preučujejo duševne motnje, jih diagnosticirajo in zdravijo.
Po DSM-5 razdelimo duševne motnje na naslednje kategorije:
- Razvojno-nevrološke motnje
- Spekter shizofrenije in drugih psihotičnih motenj
- Bipolarne in sorodne motnje
- Depresivne motnje
- Anksioznostne motnje
- Obsesivno-kompulzivne in sorodne motnje
- S travmo in stresom povezane motnje
- Disociativne motnje
- Somatični simptom in sorodne motnje
- Motnje hranjenja
- Motnje spanja
- Spolne disfunkcije
- Spolna disforija
- Motnje impulzivnega nadzora in vedenjske motnje
- S substanco povezane motnje in motnje zasvojenosti
- Nevrološko kognitivne motnje
- Parafilične motnje
- Osebnostne motnje

### Dvojna diagnoza
Kombinacija duševnih motenj in s substanco povezanih motenj lahko povzroči socialne, zdravstvene in psihične posledice za posameznika, družino in družbo. Obe področji motenj pogosto vključujeta simptome, ki negativno vplivajo na življenje ter socialno in službeno delovanje. V zadnjih dveh desetletjih se je močno povečalo število ljudi z dvojno diagnozo (diagnosticirana duševna motnja in s substanco povezana motnja). Motnji že individualno povzročata velik razpon težav, njuna kombinacija pa ima še večji negativni vpliv na posameznikovo življenje in delovanje.
Pojav dvojne diagnoze je pogost v celotni populaciji, pojavi pa se problem pri posploševanju teh ugotovitev na delovno mesto. Zaradi velikega spektra težav, ki se pojavijo zaradi dvojne diagnoze, večina posameznikov ni redno zaposlenih. V delovnem okolju pa najdemo veliko posameznikov, katerim je bila postavljena dvojna diagnoza v obliki lažjih duševne motnje(npr. lažja depresija, anksiozna motnja…) in s substanco povezane motnje. Kessler in Franksta leta 1997 raziskovala povezanost med duševnimi motnjami na delovnem mestu, na vzorcu 4901 zaposlenih v ZDA, s pomočjo NCS (National Comorbidity Survey). 18,2% vseh udeležencev je poročalo o pojavu ene izmed duševnih motenj v zadnjih 30 dneh, 3,7% pa je poročalo o simptomih, ki so bili značilni za dve ali več duševnih motenj. Preverila sta tudi, koliko posameznikov ima dvojno diagnozo. Rezultati so pokazali, da je pri 0,9% vzorca prisotna kombinacija anksioznosti in s substanco povezane motnje, pri 0,2% vzorca je bila prisotna kombinacija med afektivno motnjo(depresija, bipolarna motnja…) in s substanco povezano motnjo, ugotovila pa sta tudi kombinacijo vseh treh motenj (anksioznostna, afektivna in s substanco povezana) pri 0,5% zaposlenih, ki so sodelovali v raziskavi. Ti rezultati kažejo, da so anksioznost, depresija, s substanco povezana motnja, pa tudi dvojna diagnoza, prisotne na delovnem mestu. Čeprav se ti odstotki zdijo majhni, v širši populaciji predstavljajo precej veliko zastopanost duševnih motenj. To velikokrat rezultira v več milijonih izgubljenih delovnih dneh in prostih delovnih dneh (dnevi, ko zaposleni nimajo volje in se ne čutijo dovolj sposobne za izvajanje rednih nalog na delovnem mestu). Kessler in Frank ocenjujeta, da sočasna prisotnost anksioznostne, afektivne in s substanco povezane motnje (vsaj ena motnja izmed vsake kategorije) rezultira v močno znižani delovni produktivnosti. 

## Organizacijska praksa in duševno zdravje

### Predpostavke o normativni in nenormativni populaciji
Raziskovalci, kot na primer Mayo, Argyris in McGregor, so poudarjali, da lahko organizacija dela vpliva na mentalno zdravje zaposlenih . V začetku se je uporabljalo industrijsko svetovanje, ki je bilo v več aspektih podobno [[Carl Rogers|]Rogerjanski]  nedirektivni metodi, vendar ni bilo dokazov o pozitivnem vplivu na zaposlene. Bolj uveljavljeni sta McGregorjevi teoriji X in Y. Teorija X sestoji iz implicitnih prepričanj vodstva, da povprečen delavec dela po liniji najmanjšega odpora, nima ambicij in ne želi odgovornosti, zato potrebuje dobro vodenje in nadzor. Teorija Y pa je nasprotje teorije X, saj pravi, da ljudje niso pasivni in ne čutijo odpora do organizacije zaradi lastne narave, temveč zaradi izkušenj v organizaciji. Po prvi teoriji naj bi bili za nepopolno mentalno zdravje odgovorni ljudje sami, po teoriji Y pa naj bi bila za to odgovorna organizacija. Thomas in Hite  polemizirata slednjo trditev, saj imajo lahko zaposleni duševne motnje še preden se zaposlijo ali pa se le-te pojavijo povsem neodvisno od narave dela. Delo, ki ga človek označi kot njemu pomembno, naj bi imelo terapevtski učinek, vendar pa avtorja dvomita, da lahko delo samo po sebi smatramo za efektivno terapijo. 
Razumevanje teh teorij je pomembno, saj so organizacijski teoretiki zavrnili teorijo X, s čimer se je odprla podlaga za delo v organizacijah, ki temelji na samoupravljanju, timskem delu in predvsem na pričakovanjih, da zaposleni delujejo v skladu z interesi organizacije. Vsi ti koncepti predvidevajo, da so zaposleni kompetentni na področju komunikacije, soočanja s problematičnimi situacijami, sodelovanja z drugimi, prepoznavanja ter prilagajanja prioritetam, fleksibilnosti pri reševanju problemov in izbiranja odločitev, ki so lahko v nasprotju z njihovimi interesi. Ljudje, ki trpijo zaradi depresije, anksioznosti ali pretiranega stresa, imajo lahko težave pri doseganju prej omenjenih pričakovanj delavcev. Posamezniki z osebnostnimi motnjami ali psihotičnimi obolenji pa po navadi sploh niso sposobni pridobiti teh kompetence oz. zgolj v posebnih okoliščinah. Veljavnost sodobnih teorij dela je odvisna od prevalence kliničnih duševnih motenj v delovnem okolju. 

### Vpliv delovnega okolja na duševno zdravje
Delovno okolje lahko povzroča prekomerno količino stresa, ki lahko posledično vodi v duševne motnje. Preobremenjenost z delovnimi nalogami, slabo definirane obveznosti, slaba podpora s strani vodstva in še mnogo drugih faktorjev lahko prispeva k doživljanju stresa in v kombinaciji s slabimi delovnimi razmerami lahko oseba zboli, tako fizično kot duševno.
Pod terminom stres, ki ga doživlja posameznik, moramo upoštevati vse situacije, ki jih zaznava kot stresne, v delovnem okolju in v zasebnem življenju. Med različnimi aspekti življenja se lahko pojavi interakcija, kar povzroča še več stresa. Najbolj pogosta kombinacija, ki lahko povzroči največ stresa pri delu, je konflikt med delom in družino.

### Spoprijemanje s stresom na delovnem mestu
Sodobne teorije dela in organizacije poudarjajo, da je motivacija zaposlenih kombinacija socialnih, kognitivnih, emocionalnih in osebnostnih faktorjev. Zaradi tega je v delovnem okolju pomembno dopolnjevanje organizacijskih in psiholoških teorij. Pri razvoju depresije na delovnem mestu ima veliko vlogo ruminacija. Gre za fokusiranje na določeno emocijo oz. občutek, npr. razmišljanje o tem, kako smo utrujeni in brez motivacije za delo. Ruminacija vključuje tudi skrbi zaradi dela, predvsem zaradi nedokončanih pomembnih delovnih nalog. Pojav ruminacije je z vidika trajanja in globine podoben depresivni epizodi, saj je prisotna nezmožnost ustreznega odziva na pretirane skrbi. Govorimo lahko o nedokončanem krogu, saj neuspeh pri določenih nalogah vodi do neustreznega spoprijemanja z drugimi nalogami. Rešitev za ruminacijo je preusmeritev pozornosti od negativnih emocij k nečemu drugemu, skorajda vseeno čemu. To delavcem omogoča, da načrtujejo bolj učinkovito in se bolje spoprijemamo s problemi, hkrati pa je to tudi preventiva pred depresijo. 
Dokaj podoben način spoprijemanja zagovarja tudi Kuhlova teorija akcije. Teorija predvideva, da so v situacijah, kjer ljudje čutijo anksioznost, velikokrat prisotne misli neuspeha, kar vpliva na težjo uspešno izvedbo naloge. Pri ljudeh, ki so akcijsko orientirani, pa so lahko te misli še vedno prisotne, vendar pa jim ravno njihova naravnanost na dejavnost oz. akcijo omogoča, da uporabljajo učinkovite načine načrtovanja in spoprijemanja s specifični situacijo oz. nalogo. Zaradi tega so na delovnem mestu lahko uspešnejši kot njihovi sodelavci, ki v anksioznih situacijah ne uporabijo aktivnega načina spoprijemanja. 

## Prilagoditev delovnega mesta
V preteklosti so delodajalci kot najhitrejšo in najcenejšo rešitev pri pojavu psihopatologije videli v tem, da so delavca preprosto odpustili. Danes pa je v večini držav (Gabriel in Liimatainen, 2001; v ) uzakonjeno, da je potrebno delavcem omogočiti prilagojeno nadaljevanje dela, če je le to mogoče. Eden izmed prvih dokumentov je bil ADA (Americans with Disabilities Act , 1990), ki prepoveduje odpuščanje delavcev zgolj zaradi duševnih motenj. Vprašanje morale in pravičnosti je prisotno pri kakršnem koli odpuščanju delavcev, vendar se manjkrat zgodi, da odpustijo delavca zaradi zlomljene noge ali somatske bolezni, kot osebo z duševno motnjo.
Thomaszato meni, da je smiselno, da delodajalci pridobijo določeno znanje o bolj pogostih oblikah psihopatologije; kako se razvijejo, kakšni so načini pomoči in kateri so potencialni učinki na delo. Tako lahko nadrejeni bolje sodelujejo pri prilagajanju dela delavcem, ki imajo težave z duševnim zdravjem. Slednjim mora biti omogočeno enakopravno in posledično uspešno opravljanje dela, hkrati pa imajo večje možnosti, da obdržijo službo in prispevajo k družbi, pa tudi k lastnemu razvoju. Kljub potrebnemu razumevanju in prilagajanju delavcem z motnjo v duševnem razvoju, pa določene zahteve produktivnosti ostajajo enake, saj mora organizacija delovati v okviru produktivnosti in ohranjati svojo kompetentnosti. Te cilji so v veliki meri antagonistični in zahtevajo sodelovanje klientov, terapevtov in delodajalcev. S tem lažje razumejo zmožnosti in ovire drug drugega. Upoštevanje prisotnosti psihopatologije na delovnem mestu zajema določeno znanje psihologije, kritičnega mišljenja in kreativnosti.